# Elektrownia przy al. Wyzwolenia w Szczecinie
Elektrownia przy al. Wyzwolenia – pierwsza elektrownia w Szczecinie, uruchomiona w 1885 r. przez mechanika i przedsiębiorcę Ernsta Kuhlo, pioniera szczecińskiej elektroenergetyki.

## Historia
Ernst Kuhlo, szczeciński mechanik, był właścicielem przedsiębiorstwa elektrotechnicznego, które produkowało telefony i zajmowało się montażem oświetlenia elektrycznego. 11 lutego 1885 r. zwrócił się do magistratu z wnioskiem o udzielenie koncesji na budowę dwóch elektrowni na Starym Mieście, które miałyby zasilać 1000 żarówek w budynkach położonych w odległości 300 m od nich. Magistrat niechętnie podchodził do prądu elektrycznego, uznawanego wówczas za niepojęte zjawisko, ale 9 maja 1885 r. udzielił Ernstowi Kuhlo koncesji na 10 lat.
Koncesja objęła jednak budowę i eksploatację tylko jednej elektrowni. Powstała ona nie na Starym Mieście, a na jego przedmieściach: w siedzibie przedsiębiorstwa Kuhlo przy skrzyżowaniu dzisiejszej alei Wyzwolenia i ulicy Kujawskiej. Wyposażono ją w silnik parowy o mocy 25 HP napędzający prądnicę prądu stałego, wytwarzającą napięcie 65 V. Z powodu dużych strat mocy przy przesyle energii prądem stałym, elektrownia zasilała oświetlenie tylko w kilku obiektach położonych w jej najbliższej okolicy.
W związku z rosnącym zapotrzebowaniem na energię elektryczną w Szczecinie, w 1889 r. Ernst Kuhlo otrzymał zgodę magistratu na budowę pierwszej elektrowni na Starym Mieście, którą zlokalizowano na narożniku dzisiejszych ulic Podgórnej i Św. Ducha. Oddano ją do użytku jeszcze w grudniu tego samego roku. Wraz z jej otwarciem starą elektrownię przy alei Wyzwolenia połączono z nią linią kablową i przekształcono w podstację z baterią akululatorów. Po przebudowie zakład funkcjonował jako Unterstation I do 1903 r.